# Belleville Bulls
Belleville Bulls var ett kanadensiskt proffsjuniorishockeylag som spelade i Ontario Hockey League (OHL) mellan 1981 och 2015. De grundades dock två år tidigare för spel i andra juniorishockeyligor inom Ontario Hockey Association (OHA). 2015 blev Bulls uppköpta i majoritet av Michael Andlauer i syfte att flytta laget till Hamilton i Ontario och heta Hamilton Bulldogs för att ersätta det gamla Hamilton Bulldogs, som spelade i Nordamerikas andraliga American Hockey League (AHL) mellan 1996 och 2015, som flyttades till att vara den andra upplagan av St. John's Icecaps.
Laget spelade sina hemmamatcher i inomhusarenan Yardmen Arena, som hade en publikkapacitet på 3 757 åskådare, i Belleville i Ontario. Bulls vann en J. Ross Robertson Cup, som är trofén som ges till det vinnande laget av OHL:s slutspel, men ingen Memorial Cup.
De fostrade spelare som bland andra Matt Beleskey, Craig Billington, Sean Brown, Jonathan Cheechoo, David Clarkson, Daniel Cleary, Brandon Convery, André Deveaux, Brendan Gaunce, Doug Gilmour, Tyler Graovac, Philipp Grubauer, Mike Hartman, Al Iafrate, Shawn Lalonde, Bryan Marchment, Brandon Mashinter, Shawn Matthias, Darren McCarty, Cody McCormick, Marty McSorley, Branislav Mezei, Craig Mills, Mike Murphy, Jan Mursak, Kris Newbury, Darren Pang, Richard Panik, Richard Park, Adam Payerl, Rob Pearson, Matt Pelech, Alan Quine, Dan Quinn, Branko Radivojevic, Jason Spezza, Matt Stajan, Malcolm Subban, P. K. Subban, Eric Tangradi, Scott Thornton, Nikos Tselios och Kyle Wellwood.